# Affektionsinteresse
Als Affektionsinteresse (= Liebhaberinteresse, auch: Affektionswert) wird im Schadensersatzrecht das wirtschaftlich nicht messbare Interesse bezeichnet, das vom Schädiger grundsätzlich nicht ersetzt werden muss. Dies beinhaltet zum Beispiel den rein persönlichen Liebhaberwert, Erinnerungswert oder Gefühlswert an einer ansonsten wertlosen Sache. Diesen rein ideellen Schaden hat der Schädiger dem Geschädigten nicht zu ersetzen. Angesiedelt ist die Begrifflichkeit damit im immateriellen Schadensrecht.

## Deutschland
Im deutschen Schadensersatzrecht werden Schäden, die nicht Vermögensschäden sind, nur in Ausnahmefällen ersetzt. Grundsätzlich richtet sich der Schadensersatzanspruch entweder auf Ersatz der zur Wiederherstellung erforderlichen Kosten (§ 249 BGB) oder, sofern eine solche nicht möglich ist, auf Ersatz des Wertinteresses (§ 251 BGB). Das Wertinteresse bemisst sich grundsätzlich nach dem Verkehrswert und nicht nach dem subjektiven Wert, den der Geschädigte der Sache beimisst. 
Nur am Rande wird es im deutschen Recht erwähnt. Gem. § 973 Absatz 1 Nr. 3 hat der Finder eines Gegenstandes, welcher nur für den Empfangsberechtigten einen Wert hat, Anspruch auf Finderlohn nach billigem Ermessen. 
Ausgaben aus Affektionsinteresse lassen sich im Steuerrecht grundsätzlich nicht steuermindernd von Einkünften abziehen.

## Österreich
Immaterielle Schäden werden nur ersetzt, wenn dies der Gesetzgeber explizit vorsieht. So wird zum Beispiel nach § 1331 ABGB das Affektionsinteresse ersetzt, wenn der Schädiger mit qualifiziertem Vorsatz handelt.

## Schweiz
In der Schweiz sieht Art. 43 OR vor, dass der Richter bei Verletzung oder Tötung eines Haustieres, welches nicht zu Vermögens- oder Erwerbszwecken gehalten wird, bei der Bestimmung des Schadenersatzes den Affektionswert (französisch valeur affective) angemessen berücksichtigen kann, den das Tier für den Halter bzw. dessen Angehörige hat. Damit wird dem Umstand Rechnung getragen, dass Tiere nicht bloß Sachen sind, sondern der Halter zu seinem Tier eine emotionale Beziehung aufbaut und daher die Tötung (oder Verletzung) des Tieres das emotionale Wohlbefinden des Halters oder seiner Angehörigen beeinträchtigen kann.